# بالقيا (سنجك)
بالقيا (بالكردية: Hecik‏) (بالتركية: Balkaya)‏ هي قرية كرديّة رشوانيّة تتبع إداريّاً لمديرية سنجك في محافظة أديامان التركية، بلغ عدد سكانها 268 نسمة في عام 2021 ويتبعها نجوع طوقلوجه ويايلاباشي.